# Wydział Geoinżynierii, Górnictwa i Geologii Politechniki Wrocławskiej
Wydział Geoinżynierii, Górnictwa i Geologii (W-6) Politechniki Wrocławskiej – jednostka naukowo-dydaktyczna (jeden z 16 wydziałów) Politechniki Wrocławskiej, powstała w 1 września 1968 roku. 
Działalność naukowo-dydaktyczna w dziedzinie górnictwa została zapoczątkowana już w 1964 roku, gdy powstał Oddział Górnictwa Odkrywkowego przy Wydziale Budownictwa Lądowego. Z dniem pierwszym stycznia 2004 roku wydział zmienił nazwę na Wydział Geoinżynierii, Górnictwa i Geologii. Według Ministerstwa Nauki i Szkolnictwa Wyższego wydział posiada kategorię A.

Wydział zatrudnia 54 nauczycieli akademickich, w tym 7 z tytułem naukowym profesora, 8 ze stopniem naukowym doktora habilitowanego i 39 ze stopniem naukowym doktora.

## Struktura Wydziału[3]
Katedra Górnictwa i Geodezji:
- Laboratorium Geologii i Planetologii
- Laboratorium Geodezji i GPS
- Laboratorium Aerologii Górniczej
- Laboratorium Badania Skał i Surowców Mineralnych
- Laboratorium Mechaniki Górotworu
- Laboratorium Przeróbki Kopalin
- Laboratorium Maszyn Górniczych
- Laboratorium Modelowania Kopalń i Optymalizacji Górniczej
- Akredytowane Laboratorium Bezpieczeństwa Pracy
- Akredytowane Laboratorium Transportu Taśmowego

## Władze Wydziału[4]
- dziekan: prof. dr hab. inż. Radosław Zimroz
- prodziekan ds. ogólnych: dr inż. Gabriela Paszkowska, prof. uczelni
- prodziekan ds. kształcenia: dr inż. Karolina Adach-Pawelus
- prodziekan ds. badań naukowych i rozwoju: dr hab. inż. Justyna Woźniak, prof. uczelni
- prodziekan ds. studenckich: dr inż. Tadeusz Głowacki

## Historyczne Władze Dziekańskie
- prof. dr hab. inż. Zdzisław Gergowicz (1968–1972)
- doc. mgr inż. Stanisław Sobolewski (1972–1975)
- prof. dr hab. inż. Tadeusz Żur (1975–1978)
- prof. dr hab. inż. Tadeusz Żur (1978–1981)
- prof. dr hab. Janusz Bieniewski (1981–1984)
- doc. dr hab. inż. Andrzej Strumiński (1984–1987)
- prof. dr hab. inż. Stanisław Dmitruk (1987–1990)
- prof. dr hab. inż. Stanisław Dmitruk (1990–1993)
- dr hab. inż. Lech Gładysiewicz (1993–1996)
- prof. dr hab. inż. Monika Hardygóra (1996–1999)
- prof. dr hab. inż. Monika Hardygóra (1999–2002)
- dr hab. inż. Jerzy Malewski (2002–2005)
- prof. dr hab. inż. Lech Gładysiewicz (2005–2008)
- prof. dr hab. inż. Lech Gładysiewicz (2008–2012)
- prof. dr hab. inż. Wojciech Ciężkowski (2012–2016)
- prof. dr hab. inż. Monika Hardygóra, dr h.c. (2016 -2019)

## Edukacja
Obecnie wydział daje możliwość podjęcia nauki na dwóch kierunkach: górnictwie i geologii oraz geodezji i kartografii. Dodatkową formą kształcenia są studia podyplomowe.

## Działalność studencka
Na wydziale działają trzy studenckie koła naukowe:
- Koło Naukowo-Badawcze GIS
- Koło Naukowe Grupa Młodych Geodetów
- Koło Naukowe REVIMINING